# 斯利克羅克 (科羅拉多州)
斯利克羅克（英語：Slick Rock）是位於美國科羅拉多州聖米格爾縣的一個非建制地區。該地的面積和人口皆未知。

## 地理
斯利克羅克的座標為37°59′46″N 108°45′31″W / 37.99611°N 108.75861°W，而該地的平均海拔高度為1690米（即5540英尺）。